# Burmeistera corei
Burmeistera corei är en klockväxtart som beskrevs av Franz Elfried Wimmer. Burmeistera corei ingår i släktet Burmeistera och familjen klockväxter.
Artens utbredningsområde är Colombia. Inga underarter finns listade i Catalogue of Life.